# Signe Lynggaard Madsen
Signe Lynggaard Madsen (født 2. maj 1974 i København) har siden maj 2011 været administrerende direktør for SKI – Staten og Kommunernes Indkøbsservice A/S. 
Signe Lynggaard Madsen er uddannet cand.scient.pol. fra Københavns Universitet i 1999.
Inden sin konstituering som adm. direktør for SKI i december 2010 havde Signe Lynggaard Madsen været ti år i Finansministeriet. Her var hun som kontorchef for Statens Indkøb ansvarlig for at opbygge og implementere det statslige indkøbsprogram, mens hun efterfølgende som kontorchef i Center for Effektivisering og Digitalisering bl.a. var ansvarlig for udbudspolitik, indkøbspolitik og konkurrenceudsættelse.
Signe Lynggaard Madsen var 36 år, da hun blev konstitueret administrerende direktør i SKI. Det skete, da SKI’s bestyrelse i kølvandet på massiv kritik af SKI afskedigede den daværende tomandsdirektion. I sin første tid som direktør var Signe Lynggaard Madsens erklærede mål derfor at foretage et reelt turnaround og genvinde det offentliges tillid til SKI og sikre det offentlige juridisk holdbare indkøbsaftaler, der er lette at anvende og med konkurrencedygtige priser, der rammer kundernes behov. Og fremfor alt gennem åben og ærlig dialog med både det offentlige, leverandørerne og andre interessenter omkring offentligt indkøb.
De sidste ti år har SKI udvidet sin aftaleportefølje betragteligt, og omsætningen på SKI’s rammeaftaler har været støt stigende. Det samme har kundetilfredsheden. Signe Lynggaard Madsen har de senere år udvidet SKI’s mål om at skabe større økonomisk råderum i den offentlige sektor til også at fokusere på, hvordan man kan bruge fællesoffentlige indkøb som løftestang for blandt andet ordentlighed og bæredygtig udvikling i den offentlige sektor.
Signe Lynggaard Madsen er blandt andet medlem af KL’s bankråd, Forum for Offentlig-Privat Samarbejde og IT-projektrådet i Københavns Kommune.
I 2017 blev Signe Lynggaard Madsen ridder af 1. grad af Dannebrogsordenen.
Privat er Signe Lynggaard Madsen gift med Kasper Mahon Andreasen, og sammen har de to børn.